# Актюбинская губерния
Актю́бинская губе́рния (каз. Ақтөбе губерниясы) — административно-территориальная единица Киргизской (с 1925 — Казакской) АССР в составе РСФСР, существовавшая в 1921—1928 годах. Центр — город Актюбинск.
Решение о создании Актюбинской губернии из части упраздняемой Оренбургско-Тургайской губернии было принято 11 декабря 1920 года на I сессии ЦИК Киргизской АССР (утверждено ВЦИК 8 декабря 1921 года). Границы губернии неоднократно претерпевали изменения. 17 января 1928 года в связи с переходом на окружное деление Актюбинская губерния была упразднена (утверждено ВЦИК 3 сентября). При этом её территория была распределена между Адаевским и Актюбинским округами Казакской АССР.

## География
По данным 1926 года площадь губернии составляла 442 664 км². Рельеф губернии был равнинным, за исключением пересекающей её с севера на юг узкого (20-35 км) Мугорджарского хребта со средней высотой около 250 м. Мугоджары являлись водоразделом бассейнов Каспийского и Аральского морей. К бассейну Каспийского моря в пределах губернии относились реки Эмба, Сагыз и притоки Урала. Помимо них по территории губернии протекала крупная река Иргиз. Все эти реки были маловодными и летом пересыхали. Озёра и часть рек были горько-солёными.
Климат Актюбинской губернии континентальный, осадков выпадало от 100 до 300 мм в год (максимум на северо-западе губернии, минимум — на юго-востоке). В Актюбинске средняя температура зимы составляла −12,9°С, лета — +21,6°С. К северо-западу от Актюбинска имелись слабые чернозёмы, южнее — каштановые почвы, а на юго-востоке губернии — бурые почвы. В окрестностях Аральского моря преобладали пески. Имелось значительное количество солонцов.

## Административное деление
На момент создания губерния состояла из Актюбинского, Иргизского, Темирского и Уильского уездов.
12 апреля 1921 года было утверждено деление Актюбинской губернии на 4 района:
- Ак-Булакский район. Центр — посёлок Ак-Булак. Включал 18 волостей.
- Актюбинский район. Центр — город Актюбинск. Включал 41 волость.
- Можаровский район. Центр — посёлок Романкуль. Включал 20 волостей.
- Темирский район. Центр — город Темир. Включал 27 волостей.

26 мая 1921 года из бывшей Оренбургско-Тургайской губернии в Актюбинскую был передан Иргизский район, включавший 17 волостей. 21 октября 1921 года из Иргизского района выделились новые Карабутакский (4 волости) и Челкарский (7 волостей) районы. 19 ноября 1921 года из Уральской губернии передан Уильский район в составе 14 волостей. 19 декабря 1921 года был упразднён Можаровский район.
5 июля 1922 года все районы были упразднены, а вместо них созданы 5 уездов:
- Ак-Булакский уезд. Центр — посёлок Ак-Булак. Включал 15 волостей.
- Актюбинский уезд. Центр — город Актюбинск. Включал 39 волостей.
- Иргизский уезд. Центр — город Иргиз. Включал 8 волостей.
- Темирский уезд. Центр — город Темир. Включал 20 волостей.
- Челкарский уезд. Центр — посёлок Челкар. Включал 6 волостей.

27 ноября 1923 года в состав Актюбинской губернии (из Кустанайской) был передан Тургайский уезд в составе 8 волостей. 12 января 1924 года был упразднён Иргизский уезд, а 16 января — Ак-Булакский уезд.
28 июня 1927 года Тургайский уезд был выведен из состава Актюбинской губернии и передан частью в Сырдарьинскую губернию, а частью в Кустанайский округ.

## Население
Численность населения Актюбинской губернии по данным переписи 1926 года составила 468 882 человека, которые проживали в 5 городах и 6302 сельских населённых пунктах. Распределение населения по уездам было таким:
| Уезд             | Население, чел. | Площадь, км² | Плотность населения, чел/км² | Урбанизация, % |
| ---------------- | --------------- | ------------ | ---------------------------- | -------------- |
| Актюбинский      | 207 917         | 58 649       | 3,5                          | 10,0           |
| Темирский        | 75 918          | 76 097       | 1,0                          | 7,9            |
| Тургайский       | 94 520          | 165 593      | 0,6                          | 1,9            |
| Челкарский       | 90 527          | 142 325      | 0,6                          | 7,5            |
| Губерния в целом | 468 882         | 442 664      | 1,1                          | 7,6            |

Национальный состав населения губернии по переписи 1926 года был таков: казахи — 68,3 %; украинцы — 18,9 %; русские — 9,3 %; татары — 1,7 %.

## Экономика
Промышленность в Актюбинской губернии была развита крайне слабо. Известные к тому времени полезные ископаемые (уголь, нефть и сланцы) не разрабатывались. В начале 1920-х годов в губернии было 439 промышленных предприятий, но лишь на 17 из них было более 30 рабочих. Общее число рабочих составляло 3525 чел. Основу промышленности составляли предприятия по переработке сельскохозяйственного сырья — зерна, кож, молока и проч. Большинство предприятий располагалось в Актюбинском уезде.
Единственной железной дорогой в губернии была линия Оренбург — Ташкент, пересекавшая губернию с северо-запада на юго-восток. Судоходных рек и шоссейных дорог не было. Из губернии вывозились шерсть, кожа и мясо, а в урожайные годы также зерно. Ввозились в основном дешёвые ткани, чай и сельскохозяйственные орудия.